# Јонатан Апфус
Јонатан Апфус или Јонатан Макавеј (до 143. п. н. е.) је био јеврејски првосвештеник и вођа јеврејских побуњеника против Селеукидскога царства од 160. п. н. е. до 143. п. н. е. Његов отац је започео побуну, коју је онда наставио његов брат Јуда Макавеј, а након Јудине смрти Јонатан.

## Макавејска побуна
Јонатан Апфус је био син Мататије Хасмонеја, јеврејскога свештеника из Модина. Најмлађи је од петорице Мататијиних синова. Мататија је 167. п. н. е. заједно са својим синовима Јудом Макавејем, Елезаром Авараном, Симоном Тасијем, Јованом Гадијем и Јонатаном Апфусом започео Макавејску побуну против селеукидскога краља Антиоха IV Епифана. Антиох је од 175. п. н. е. забрањивао Јеврејима да обављају своје верске обреде. Након Мататијине смрти 166. п. н. е. Јуда Макавеј је преузео вођство побуне према последњој жељи свога оца. Јонатан је помагао свом брату и узео је активно учешће у биткама против селеукидске војске. Иако је Јуда био најистакнутији по храбрости, ни Јонатан није одмакао далеко од њега.

## Вођа јеврејске побуне
У бици код Еласе 161/160. п. н. е. победила је селеукидска војска под командом Бакида. У тој бици погинуо је Јуда Макавеј, а онда је Јонатан Макавеј изабран за новога врховнога војсковођу јеврејскога покрета. Бакид је након победе успоставио гарнизоне, а за управнике градова поставио је хеленизиране Јевреје. У то време у Јудеји је настала и велика глад. Јонатан је након избора за вођу био присиљен да са браћом побегне у пустињу Текое. Било је то подручје источно од реке Јордан. Бакид га је следио са војском. Јонатан је због тога послао сав пртљаг са братом Јованом и нешто пратње према пријатељским Арапима Набатејцима, али страдали су у заседи и изгубили животе и пртљаг. У међувремену Јонатан је био присиљен да се сукоби са Бакидом током суботе на реци Јордан. Током тога сукоба Јонатан умало није убио Бакида у двобоју. Ипак Јонатан је са својим присталицама побегао на другу страну Јордана, а Бакид га није даље следио.

## Герилски рат
Бакид се посветио утврђивању градова по Јудеји. Утврдио је Јерихон, Емаус, Ветерон, Ветиљ, Тамнату, Фаратон и Тефон. Јеврејска побуна је била угушена. Бакид је контролисао Јудеју без икаквих проблема и оставио је пацифицирану Јудеју, а немира није било пуне две године након његовога одласка. Ипак Јонатан је наставио са својим активностима, посебно према хеленизираним Јеврејима, па су они 158. п. н. е. тражили помоћ од Бакида. Бакид је поново дошао са великом војском, али Јонатан је успешно водио герилски рат и избегавао је директан сукоб са великим снагама, а непријатељу је задавао велике невоље. Јонатан и Симон Таси повукли су се у пустињу и утврдили су се у Бетвасији, коју Бакид није могао да заузме. Бакид је био толико фрустриран и љут да је наводно побио неколико вођа хеленизираних Јевреја, који су га наговорили да се упусти у узалудан рат са неухватљивим Јонатаном и његовим герилским снагама. Бакид је био присиљен да склопи мировни споразум са Јонатаном и да размени заробљенике. После тога повукао се из Јудеје. Јонатан се након тога сместио у Махмасу, јужно од Ветиља и почео је да влада Јудејом, али као селеукидски вазал Јудеје. Прогонио је хеленизиране Јевреје. Међутим они су наставили да контролишу Јерусалим.

## Именован за првосвештеника и стратега Јудеје
Почетак побуне Александра Бала против Деметрија I Сотера 153/152. п. н. е. допринео је важности Јонатана Макавеја и његовога покрета, па су обе стране почеле да му нуде уступке. Селеукидски краљ Деметрије I Сотер му је нудио контролу над Јерусалимом, са изузетком тврђаве Акре. Александар Бала је 152. п. н. е. поставио Јонатана за првосвештеника и послао му пурпурни огртач. Јонатан Макавеј је прихватио савез са Александром Балом и отада је учествовао у рату на страни Александра. Пошто је Александар Бала победио у грађанском рату и постао краљ Јонатану су потврђене све привилегије, које је добио. Хеленистички Јевреји су покушали да оптуже Јонатана пред новим краљем, али Александар им је запретио да не смеју да дижу оптужбе против Јонатана, кога је именовао стратегом Јудеје.

## Рат са Аполонијем
Када се обновио грађански рат између Александра Бале и Деметрија II Никатора 147. п. н. е. онда је сатрап Коиле-Сирије Аполоније изазвао Јонатана тражећи од њега да се одрекне аутономије и да се потпуно покори. Јонатан и његов брат Симон Таси су са 10.000 војника дошли до Јопе, која му се предала. Аполоније је са 8.000 пешака и 3.000 коњаника одмах дошао до Азота, а у заседи је сакрио 1.000 коњаника. Аполоније се надао лакој победи због велике надмоћности у коњици. Аполоније није ишао да одмах одбрани Јопу, него је навлачио Јонатана у равницу, где је више до изражаја долазила коњица. Међутим Јонатан и Симон победили су Аполонија у тој бици. Након пораза Аполонијева војска побегла је у храм Дагон у Азоту, али Јонатан је заузео Азот ( Ашод ), а након тога је спалио храм заједно са непријатељима. Александар Бала је након пораза његовога војсковође Аполонија тврдио да је Аполоније тај рат започео на своју руку, без овлаштења. Јонатана је наградио златним дугметом и доделио му је Екрон заједно са околном територијом. Становништво Азота жалило се Птолемеју VI Филометору због Јонатанових поступака, али Птолемеј је игнорисао њихове жалбе, Јонатан је након тога кроз територију, коју је контролисао провео Птолемеја, који је долазио да помогне свом зету Александру Балу. Јонатан се након тога вратио у Јерусалим.

## Споразум са Деметријем II
У бици код Антиохије 145. п. н. е. Александар Бала је изгубио битку против Птолемеја, који је раније променио стране. Птолемеј VI Филометор је био тешко рањен. Александар Бала је побегао код Арапа, али убили су га чланови његове гарде, а убрзо је преминуо и Птолемеј од последица рањавања. Нови селеукидски краљ постао је Деметрије II Никатор и оженио се Птолемејевом ћерком Клеопатром Теом. Јонатан није био у никаквим обавезама према новом краљу, па је искористио прилику и почео је да опседа Акру, селеукидску тврђаву у Јерусалиму. У тврђави су уточиште нашли многи хеленизирани Јевреји. Деметрије II Никатор се појавио у Птолемаиди и тражио је од Јонатана да се сретну и да обустави опсаду тврђаве. Јонатан је новом краљу однио богате поклоне, а Деметрије је не само потврдио Јонатану статус првосвештеника, него му је дао и три самарићанске области. Јудеја је ослобођена пореза, а Јонатан је обуставио опсаду тврђаве Акре, која је и даље остала под селеукидском контролом.

## Деметрије му обећава јерусалимску тврђаву
Убрзо се појавио нови претендент на селеукидски трон. Радило се о Антиоху VI, младом сину Александра Бала и Клеопатре Теје. Имао је тек три године, али истурио га је војсковођа Диодот Трифон, који се уз помоћ детета намераво да стекне контролу над Селеукидским царством. Била је то добра прилика за Јонатана да од краља тражи још веће повластице. Јонатан је од Деметрија тражио да му преда тврђаву у Акри. Деметрије II је Јонатану предао тврђаву, а Јонатан је заузврат Деметрију послао 3.000 војника да му помогну да очува власт.

## Успешна освајања
Деметрије II Никатор се није држао обећања, па је Јонатан променио страну, када је Диодот Трифон заузео Антиохију. Деметрије је побегао у Киликију. Диодот Трифон и Антиох VI потврдили су Јонатану сва раније стечена права у Јудеји, а осим тога именовали су његовога брата Симона Тасија стратегом Палестине. Јонатан и Симон су на тај начин добили зелено светло за даљња територијална проширења. Аскалон им се предао, а Газу су заузели. Јонатан се борио против Деметријевих снага у равници Хазор, а можда чак и у долини Оронта. Симон је успео да заузме Бетсур.

## Јонатанова смрт
Диодот Трифон је био забринут јер је Јонатан превише ојачао. Са војском је кренуо у Јудеју, а Јонатана је звао на договор и наговорио га је да распусти своју војску обећавајући му Птолемаиду и друге луке. На превару га је заробио 143. п. н. е. у Птолемаиди и побио војску, која га је пратила. Користећи Јонатана као таоца Трифон је тражио разне уступке од Симона Тасија. Тражио је да плати 100 таланата и да преда два сина као таоце. Међутим и након предаје новца Трифон је дао да се погуби Јонатан.